# النزاع حول أصول الأطعمة بين العرب وإسرائيل
يتعلق أحد الجوانب المهمة في الصراع العربي الإسرائيلي بالصراع الثقافي حول المأكولات الوطنية. لقد طالت السياسة الأطعمة مثل فلافل والحمص، والتي نشأت في المطبخ الشرق أوسطي، تاريخياً في التعبيرات العامة عن قومية الطهي في جميع أنحاء المنطقة. تطور المطبخ الإسرائيلي إلى حد كبير من خلال خلط المأكولات اليهودية في الشتات مع المطبخ الشامي، بما في ذلك المطبخ الفلسطيني. وقد ساعد هذا في التعريف الفعال للهوية الوطنية الإسرائيلية باعتبارها بوتقة انصهار، ولكن في الوقت نفسه أدى إلى ظهور مطالبات بالاستيلاء الثقافي، خاصة ما يتعلق بالشعب الفلسطيني. وبشكل أكثر تحديدًا، يزعم منتقدو دمج المطبخ الإسرائيلي للأطباق التي يُنظر إليها تقليديًا على أنها جزء من المطبخ العربي أن إسرائيل تفتقر إلى الاعتراف بالنواحي الفلسطينية لتلك الأطباق، مما يستبعد كون عملية الدمج تلك انتشاراً ثقافياً. وتدور المعارضة للمطبخ الإسرائيلي في العالم العربي حول الاتهام بأن الأطباق ذات الأصل الفلسطيني، أو الأطباق العربية الأخرى التي ساهمت فيها فلسطين بشكل كبير، تقدّمها إسرائيل على أنها أطباق إسرائيلية وتقمع أو تغفل نسبتها إلى الفلسطينيين ودورهم في تطويرها.
على الرغم من أن الأطعمة الشرق أوسطية كانت جزءًا طبيعيًا من المطبخ اليهودي المزراحي قبل تطور المطبخ الإسرائيلي، إلا أنها لم تكن كلها أطعمة يهودية حصرية، بل كانت تتداخل مع الأطعمة العربية. ومن ثم، فمن المنظور الفلسطيني، يُنظر على نطاق واسع إلى التقليل من أهمية الطعام الفلسطيني في الثقافة الإسرائيلية على أنه محو للثقافة الفلسطينية، وبالتالي للهوية العربية الفلسطينية ككل، على الرغم من وجود مواطنين عرب في إسرائيل يديرون مطاعم تقدم المأكولات الفلسطينية.
ومن بين الحجج التي ساقها فنانو الطهي الإسرائيليون الذين يعارضون الاتهام العربي بالاستيلاء الثقافي هو حقيقة أن العديد من الأطعمة الشرق أوسطية المتنازع عليها في المطبخ الإسرائيلي كانت جزءًا لا يتجزأ من المطابخ اليهودية في الشرق الأوسط (أي اليهود المزراحيين) كما كانت جزءًا لا يتجزأ من المطابخ العربية، وبالتالي تؤهلها لتكون إسرائيلية أيضًا، لأنها اكتسبت شعبية من خلال الهجرة اليهودية من هذه الأراضي. ويُنظر إلى إدراج إسرائيل للمطبخ الشامي أيضًا كوسيلة لتمكين فئات أخرى من الشتات اليهودي، مثل اليهود الأشكناز، الذين رأوا أنفسهم عائدين إلى المنطقة، من إعادة الاتصال بالحضارة اليهودية القديمة بمعنى تذكر التقاليد الطهوية الإسرائيلية ‏.
وقد انتقلت سياسات الطعام بين العرب واليهود الإسرائيليين إلى جميع أنحاء العالم، وخاصة في أجزاء من العالم الغربي، حيث تعتبر بعض الأطباق الشامية الحديثة المعروفة إسرائيلية، مثل السلطة الإسرائيلية ‏، والتي ترتبط ارتباطًا وثيقًا بالسلطة العربية. وقد أدى ادعاء أن بعض هذه الأطعمة تعتبر أطباقاً وطنية بين إسرائيل والدول العربية إلى نزاعات قانونية على المستويين المحلي والدولي، كما شكلت أيضاً أساساً لمنافسات الطهي بين الطهاة الإسرائيليين والعرب. وبشكل عام، لا تزال هذه الظاهرة تشكل موضوعًا لمناقشة واسعة النطاق بين علماء الأنثروبولوجيا الطهوية ‏.

## الخلفية

### الغذاء كسياسة
وفقًا لعالمة الأنثروبولوجيا الطهوية يائيل رافيف، «يرى ديفيد بيل وجيل فالنتين ‏، في كتابهما الجغرافيا المستهلكة (1997)، مفارقة معينة في مناقشة الأمة والطعام حيث يبدو الاثنان «مختلطين في الخطاب الشعبي لدرجة أنه غالبًا ما يكون من الصعب عدم التفكير في أحدهما من خلال الآخر».
وفقًا لألكسندر لي، كاتبًا في مجلة هيستوري توداي ‏ عام 2019، «في أغلب الأحيان، تُنكسر الخلافات حول أصول الفلافل من خلال عدسة التنافسات السياسية. وخاصةً بالنسبة للإسرائيليين والفلسطينيين، فإن ملكية هذا الطبق الشامي المميز ترتبط ارتباطًا وثيقًا بقضايا الشرعية والهوية الوطنية. وبادعاء كلٍّ منهما ملكية الفلافل لنفسه، فإن كلًّا منهما، بمعنى ما، يُطالب بالأرض نفسها – ويرفض الآخر باعتباره دخيلًا أو محتلًا.»

### بين الفلسطينيين والإسرائيليين
وخاصة بعد إنشاء دولة إسرائيل عام 1948، هاجر اليهود من أجزاء عديدة من العالم، حيث كان لديهم العديد من الثقافات الطهوية المختلفة؛ واحتضن هؤلاء المهاجرون المكونات المحلية مثل الزيتون وزيت الزيتون والليمون وعصير الليمون والبرتقال والأطعمة التقليدية الإقليمية مثل الفلافل والحمص، واستوعبوا هذه المكونات والأطباق في طرق الطعام اليهودية في الشتات لإنشاء المطبخ الإسرائيلي.
وبحسب الكاتبة الفلسطينية ريم قسيس، كان الطعام أحد العناصر المستخدمة «لتحقيق الشعور بالقومية الإسرائيلية». في كتابته عن التمييز بين الانتشار الثقافي والاستيلاء الثقافي، وشرحه للاعتراض الفلسطيني على «مطبخ إسرائيلي» يتضمن أطباقًا فلسطينية، يقول قسيس إن «تقديم أطباق من أصل فلسطيني على أنها «إسرائيلية» لا ينكر المساهمة الفلسطينية في المطبخ الإسرائيلي فحسب، بل يمحو تاريخنا ووجودنا أيضًا». جادل رافيف بأن «اختيار الإسرائيليين للفلافل والحمص كعلامات للهوية ربما ينبغي أن يُنظر إليه على أنه انعكاس لرغبتهم في أن يصبحوا جزءًا من الشرق الأوسط»، واستخدم تطور هذا المطبخ والأطعمة نفسها كرموز موحدة.. كان يُنظر إلى الأطعمة التقليدية في المنطقة على أنها أطعمة «توراتية»، وكان تبنيها من شأنه أن يسمح لليهود الذين رأوا أنفسهم يعودون إلى منطقة جذورهم التاريخية بالتواصل مجددًا مع الماضي.

## الأطباق
يشمل مطبخ إسرائيل المطبخ اليهودي المزراحي، وهو مطبخ يهود شمال أفريقيا والشرق الأوسط، الذين وصلوا بأعداد كبيرة بعد عام 1948. كما تقدم العديد من المطاعم في إسرائيل المأكولات الفلسطينية وتلبي احتياجات المواطنين العرب في إسرائيل بالإضافة إلى المواطنين الآخرين الذين يتناولون الطعام هناك معًا.
بالإضافة إلى الحمص والفلافل، تم دمج أطباق أخرى مثل الكعك شكشوكة واللبنة كنافة تبولة والمفتول والزعتر وسلطة الفلاحي في المطبخ الإسرائيلي، وغالبًا ما يتم إعادة تسميتها. وقد أصبحت بعض الأطباق، بما في ذلك الحمص والفلافل والمسبحة بابا غنوج والكنافة، تعتبر أطباقًا وطنية في إسرائيل؛ ووفقًا لمؤلفة كتب الطبخ الفلسطينية ريم قسيس، فإن العلماء الإسرائيليين إيلان بارون ودفنا هيرش ويوناتان مندل ورونالد رانتا قد قرروا أن هذه الأطباق ربما تم تعلمها من الطهاة الفلسطينيين.
في بعض الحالات، كانت هجرة اليهود من المناطق التي كانت هذه الأطعمة فيها تقليدية بالفعل إلى ثقافة الطعام المحلية.(ص.24) يكتب يوتام أوتولينغي ‏ وسامي سامي التميمي أن الحمص «لا شك أنه عنصر أساسي لدى السكان الفلسطينيين المحليين، ولكنه كان أيضًا سمة دائمة على موائد العشاء لليهود حلب الذين عاشوا في سوريا لآلاف السنين ثم وصلوا إلى القدس في الخمسينيات والستينيات».(ص.24)

### فلافل

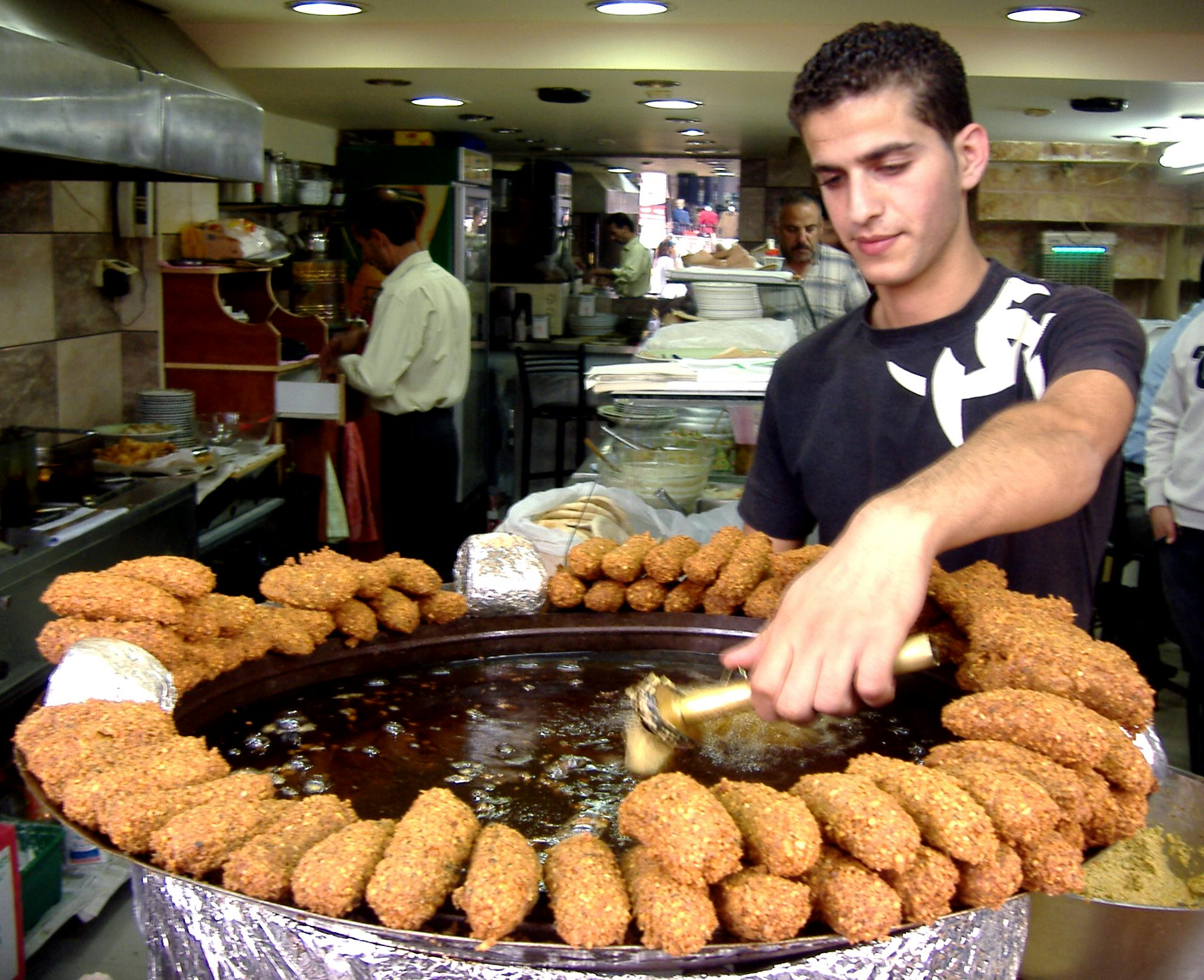
تحضير الفلافل في محل فلسطيني في رام الله، جزء من الضفة الغربية المحتلة من قبل إسرائيل، 2007

أصل الفلافل غير مؤكد. من المرجح أن أصل الطبق يعود إلى مصر، وربما تأثر بالطبخ الهندي.
إن الجدل حول الأهمية النسبية للفلافل في مختلف المطابخ هو مثال على القومية الغذائية. وعلى وجه الخصوص، يتركز النقاش حول اعتماد الطبق في المطبخ الإسرائيلي كمثال على الاستيلاء الثقافي. تم اعتماد النسخة الفلسطينية من الفلافل، المصنوعة من الحمص، في المطبخ الإسرائيلي، حيث أصبحت الآن بارزة وتم تسميتها بالطبق الوطني لإسرائيل – وهو الإسناد الذي انتقده الفلسطينيون وغيرهم من العرب.
بينما وفقًا للمؤلفة كلوديا رودن ‏، فإن الفلافل «لم يكن طبقًا يهوديًا على وجه التحديد» في سوريا ومصر، فقد تم استهلاكه من قبل اليهود السوريين والمصريين، وتم اعتماده في النظام الغذائي للمهاجرين اليهود الأوائل إلى المجتمعات اليهودية في سوريا العثمانية. نظرًا لأنه نباتي، فإن القوانين الغذائية اليهودية تصنفه على أنه باريف وبالتالي تسمح بتناوله مع وجبات اللحوم والألبان.
كتبت الصحفية دوروثي كاهن بار-آدون ‏ في عام 1941 أنه «منذ اندلاع الحرب، كانت المؤسسات العلمية المحلية تدعو إلى استخدام المنتجات المحلية» ولكن كان هناك «جدار مقاومة»، وأن العديد من الأوروبيين الشرقيين كانوا مترددين في استخدام الأطعمة المحلية. كتبت دافنا هيرش من الجامعة المفتوحة في إسرائيل أنه على الرغم من هذا التردد الأولي، «فقد اخترقت العديد من المكونات من الذخيرة الفلسطينية العديد من المطابخ اليهودية بحلول أوائل الأربعينيات من القرن العشرين، ومعظمها خضراوات مثل الزيتون والطماطم والباذنجان والكوسة. ومع ذلك، نادراً ما تم اعتماد الأطباق الجاهزة، باستثناء الفلافل، الذي أصبح طعامًا شعبيًا في الشوارع في تل أبيب بحلول أواخر الثلاثينيات. وباستثناء الاستهلاك من قبل المهاجرين من الدول العربية، يبدو أن الفلافل، والحمص في وقت لاحق، قد تم اعتمادهما بشكل رئيسي من قبل الجيل الأول من اليهود الذين ولدوا في البلاد.» اختلف بعض المؤلفين حول سياسات الغذاء ومزاياه النسبية كموضوع في الصراع.
في عام 2008، رفعت جمعية الصناعيين اللبنانيين دعوى قضائية ضد إسرائيل مطالبة بتعويضات عن الإيرادات المفقودة، مدعيةً انتهاك حقوق الطبع والنشر فيما يتعلق بالعلامة التجارية للفلافل الإسرائيلية والحمص والتبولة وغيرها من الأطعمة. 
تقول جيني إيبيلينج، في مقال لها في مجلة دراسات الشرق الأوسط، إن «الطعام بشكل عام مقدس في الشرق الأوسط، والفلافل على وجه التحديد محملة بقضايا الهوية الوطنية». وقد اعترض بعض الفلسطينيين وغيرهم من العرب على تعريف الفلافل بالمطبخ الإسرائيلي باعتباره يرقى إلى مستوى الاستيلاء الثقافي. وكتب كاسيس أن الطبق أصبح بمثابة وكيل للصراع السياسي. وقد وصف جوزيف مسعد، الأستاذ الأردني الأمريكي بجامعة كولومبيا، وصف الفلافل والأطباق الأخرى ذات الأصل العربي في المطاعم الأمريكية والأوروبية بأنها إسرائيلية بأنها جزء من قضية أوسع نطاقاً تتعلق بالاستيلاء من قبل «المستعمرين». قال الشيف الإسرائيلي ومؤلف كتب الطبخ يوتام أوتولينغي ‏ لأنتوني بوردان إن الإسرائيليين «جعلوا الفلافل طعامهم الخاص، ويعتقد الجميع في العالم أن الفلافل طعام إسرائيلي، لكنه في الواقع طعام فلسطيني بقدر ما هو طعام فلسطيني، بل وأكثر من ذلك».
كان الطبق وأهميته السياسية والثقافية موضوع فيلم وثائقي عام 2013 من إخراج آري كوهين، الفلافل: سياسة الطعام في الشرق الأوسط والذي حاول استخدام الفلافل رمزيًا للقول بأن العرب والإسرائيليين لديهم الكثير من القواسم المشتركة، بما في ذلك حقيقة أن العديد من المطابخ في الشرق الأوسط تعتبر الفلافل عنصرًا أساسيًا في هويتها الوطنية، ولكن وفقًا لإيبلينج، كان الفيلم «غير قادر في النهاية على المساهمة بأكثر من القصص القصيرة في قضايا الاستيلاء الإسرائيلي على المطبخ العربي والتعايش الثقافي بين الفلسطينيين والإسرائيليين». وفقًا لصحيفة تورنتو ستار، كان كوهين ينوي أن يكون الفيلم حول «القوة الموحدة للفلافل».
في عام 2002، قدم فرع هليل بجامعة كوندورديا الفلافل في إحدى المناسبات، مما أثار اتهامات بالاستيلاء عليها من قبل مجموعة طلابية مؤيدة للفلسطينيين.

### حمص

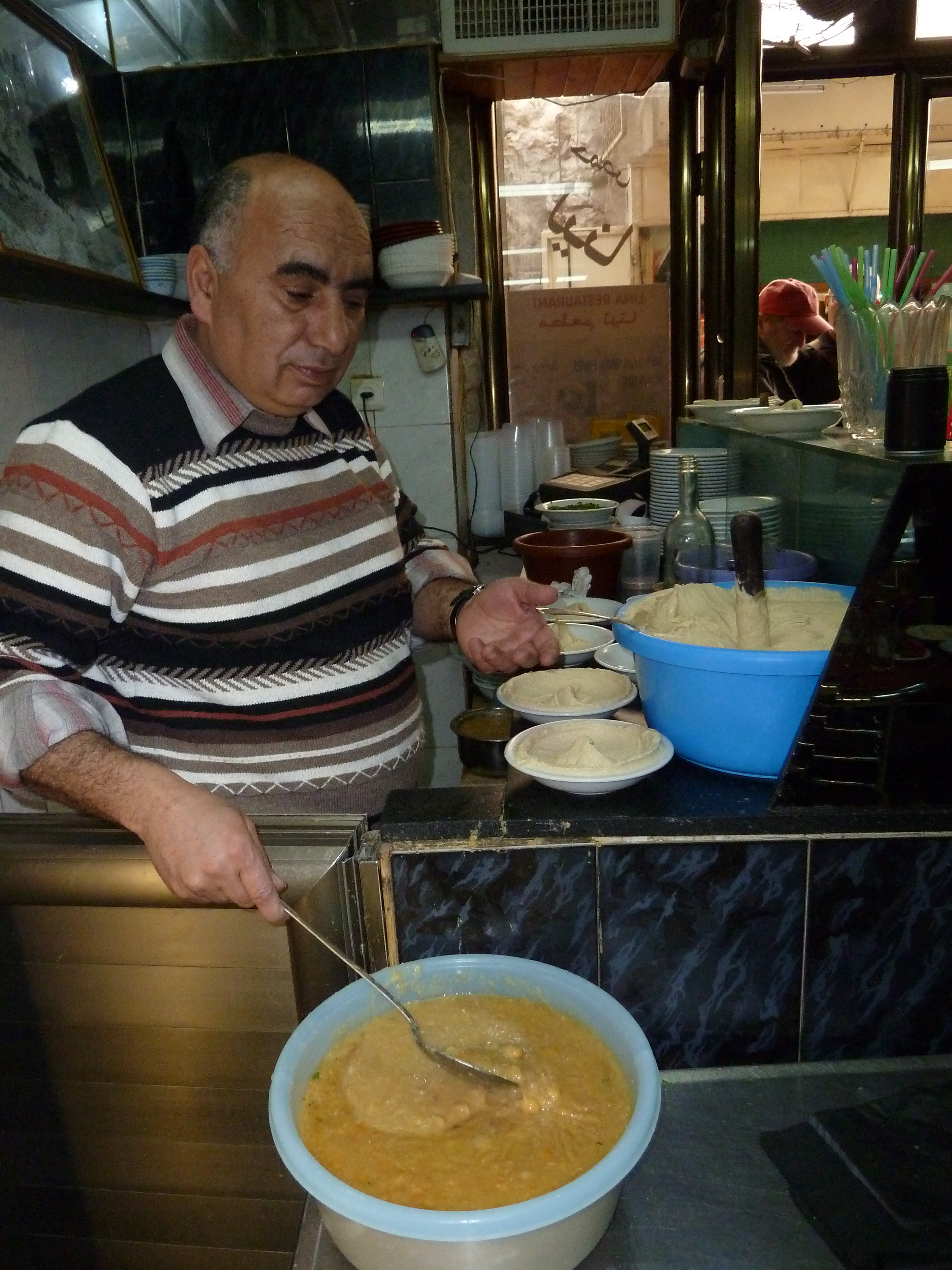
تحضير الحمص في مطعم فلسطيني في القدس الشرقية، جزء من الضفة الغربية المحتلة من قبل إسرائيل، 2011

على الرغم من وجود نظريات ومزاعم متعددة حول الأصول في أجزاء مختلفة من الشرق الأوسط، إلا أن الأدلة غير كافية لتحديد الموقع الدقيق أو الوقت الذي تم فيه اختراع طبق الحمص. ومع ذلك، فإن أقدم ذكر معروف للحمص كان في كتاب طبخ يعود إلى القرن الثالث عشر يُنسب إلى المؤرخ السوري ابن العديم من سوريا الحالية. تم دمج مكوناتها الأساسية – الحمص طحينة السمسم والليمون والثوم – وتناولها في مصر وبلاد الشام لعدة قرون. تزعم نظريات أكاديمية مختلفة أن أصل هذا الطبق يعود إلى تركيا أو سوريا أو لبنان أو مصر.
يزعم كل من إسرائيل وفلسطين ولبنان أن الحمص هو طبقها الوطني في خلاف يشار إليه أحيانًا باسم «حروب الحمص».(ص.3)(ص.121-123)
غالبًا ما يُنظر إلى الحمص باعتباره «طبقًا وطنيًا» غير رسمي لإسرائيل، مما يعكس شعبيته الكبيرة وأهميته بين سكان إسرائيل بالكامل، والذي يصفه منتقدو إسرائيل بأنه استيلاء على الثقافة اللبنانية، أو الفلسطينية أو العربية. وبحسب عوفرا تيني ودفنا هيرش، فإن النزاع حول ملكية الحمص يكشف عن القومية من خلال الغذاء والدور المهم الذي لعبته صناعة الحمص التي أنتجتها شركات إسرائيلية خاصة في عام 1958. على الرغم من أن الحمص كان تقليديًا جزءًا من مطبخ اليهود المزراحيين الذين عاشوا في الأراضي الناطقة بالعربية، إلا أن الطبق انتشر أيضًا بين المهاجرين اليهود من أوروبا في أواخر القرن التاسع عشر وأوائل القرن العشرين. وتصف المؤرخة دافنا هيرش اعتمادها في نظامهم الغذائي كجزء من محاولة الاندماج في بيئة الشرق الأوسط، بينما يشير عالم الاجتماع رافي جروسجليك إلى أهمية الجوانب الصحية لنظامهم الغذائي. وفي السنوات الأخيرة، ومن خلال عملية التذوق، أصبحت الهوية العربية للحمص علامة على أصالته، مما جعل القرى العربية الإسرائيلية مثل أبو غوش وكفر ياسيف مشهورة. ومن ثم، يسافر المتحمسون إلى القرى العربية والدرزية الأكثر بعدًا في منطقة الجليل الشمالي بحثًا عن تجارب الطهي.
بعد أن أطلقت شركة سابرا، وهي شركة أغذية أمريكية، حدثاً تسويقياً باستخدام الحمص،(ص.121-123) أطلقت جمعية الصناعيين اللبنانيين حملة «ارفعوا أيديكم عن أطباقنا»، وهي حملة تزعم أن الحمص لبناني وتعترض على تسويق شركة سابرا للطبق على أنه إسرائيلي.(ص.121-123) هدد فادي عبود، رئيس جمعية الصناعيين اللبنانيين آنذاك ووزير السياحة اللبناني لاحقًا، باتخاذ إجراء قانوني ضد إسرائيل لتسويقها الحمص وغيره من المنتجات الغذائية التجارية على أنها إسرائيلية.(ص.121-123) ووصف عبود حروب الحمص بأنها لا تتعلق بالحمص فقط بل «بالسرقة المنظمة التي تقوم بها إسرائيل» فيما يتصل بثقافة المنطقة العربية بأكملها.(ص.121-123)
في أكتوبر 2008، تقدمت جمعية الصناعيين اللبنانيين بطلب إلى وزارة الاقتصاد والتجارة اللبنانية لطلب وضع الحماية من المفوضية الأوروبية للحمص باعتباره طعامًا لبنانيًا فريدًا، على غرار حقوق الوضع الجغرافي المحمي التي تتمتع بها مختلف دول الاتحاد الأوروبي على المواد الغذائية الإقليمية. اعتبارًا من 2009، كانت جمعية الصناعيين اللبنانيين لا تزال «تجمع الوثائق والأدلة» لدعم ادعائها.
يتضمن الفيلم القصير قصة الضفة الغربية ‏ لعام 2005 منافسة بين مطعمين خياليين، «ملك الكوشر» الإسرائيلي و«كوخ الحمص» الفلسطيني. الفيلم محاكاة ساخرة لفيلم قصة الجانب الغربي، وقد فاز بجائزة الأوسكار لأفضل فيلم قصير حي عام 2006. في عام 2012، أصدر المخرج الأسترالي تريفور جراهام فيلمًا وثائقيًا بعنوان اصنع الحمص وليس الحرب حول الجوانب السياسية والطعامية للحمص.
انخرط طهاة لبنان وإسرائيل في مسابقة على أكبر طبق حمص، كما هو مسجل في موسوعة غينيس للأرقام القياسية، كشكل من أشكال التنافس على «الملكية». لقد تم نقل «العنوان» ذهابًا وإيابًا بين إسرائيل (2008)، ولبنان (2009)، وإسرائيل (يناير 2010)، اعتبارًا من 2021، لبنان (مايو 2010). الطبق الفائز، الذي طهاه 300 طاهٍ في قرية الفنار، بالقرب من بيروت، بلغ وزنه حوالي 10,450 كيلوغرام (23,040 رطل)، أي أكثر من ضعف وزن الرقم القياسي السابق للعرب الإسرائيليين. وبحسب وسائل إعلام محلية، تضمنت الوصفة ثمانية أطنان من الحمص المسلوق، وطنين من الطحينة، وطنين من عصير الليمون، و 70 كيلوغرام (150 رطل) من زيت الزيتون.
يزعم الكاتب الإسرائيلي مئير شاليف أن كلمة حمص وردت في الكتاب المقدس العبري، وتحديدًا في سفر راعوث 2:14، على أنها ḥomeṣ. على الرغم من أن ḥomeṣ تُرجمت على أنها «نبيذ حامض» في النسخة القياسية المنقحة الجديدة ‏ لعام 1989 (NRSV) (راعوث 2:14)، وكذلك «خل» في نسخة جمعية النشر اليهودية الأمريكية ‏ لعام 1917 (راعوث 2:14) وكذلك في تناخ جمعية النشر اليهودية الأكية ‏ لعام 1985، وتعني «خل» في العبرية الحديثة، ويرجع شاليف كلمة ḥomeṣ وḥummuṣ وكذلك ḥimṣa إلى جذر سامي واحد هو ḥ-m-ṣ ويدعي أن الحمص سمي هكذا في العبرية بسبب سرعة تخمره. ومع ذلك، تنتقد الكاتبة هارييت نوسباوم المقيمة في بريستول تحديد شاليف لـ ḥomeṣ في راعوث 2:14 مع ḥummuṣ: مع قبول العلاقة اللغوية التي اقترحها شاليف، يعترض نوسباوم على أن كلمة ḥomeṣ قد لا تكون حمص بل مجرد طبق آخر محنك أو محفوظ بمواد غذائية مخمرة؛ وحتى لو كان ḥomeṣ يعني الحمص، فلا يوجد دليل على أن الحمص في العصور التوراتية كان يتم إعداده بنفس الطريقة التي يتم بها إعداد الحمص.

### سلطة إسرائيلية
السلطة الإسرائيلية ‏ هي طبق تم تبنيه من قبل المهاجرين اليهود إلى بلاد الشام في أواخر القرن التاسع عشر. إنه يشبه السلطة العربية الشهيرة المصنوعة من خيار وطماطم كيربي المزروعة محليًا.
يُستخدم اسم «السلطة الإسرائيلية» بشكل رئيسي خارج إسرائيل. في إسرائيل، يشار إليها عادة باسم سلطة كاتزوتز («سلطة مفرومة»)، أو سلطة أرافي («سلطة عربية»)، أو سلطة يراكوت («سلطة خضار»).
وفي مقابلة مع هيئة الإذاعة البريطانية (بي بي سي)، قال الصحفي الإسرائيلي جيل هوفاف، المتخصص في الطبخ، إن السلطة الإسرائيلية هي في الواقع سلطة عربية فلسطينية. يتفق جوزيف مسعد، الأستاذ الفلسطيني للسياسة العربية في جامعة كولومبيا، على أن فكرة ما يعرف في محلات الأطعمة في نيويورك باسم «السلطة الإسرائيلية» تنبع من سلطة ريفية فلسطينية، كمثال على استيلاء إسرائيل على الأطعمة الفلسطينية والسورية مثل الحمص والفلافل والتبولة باعتبارها «أطباقًا وطنية».

### الكسكس الإسرائيلي
الكسكس الإسرائيلي، والذي يسمى بيتيم في إسرائيل، هو نوع من المعكرونة المحمصة والمضغوطة تم ابتكاره عمدًا كغذاء للفقراء في عام 1953 بناءً على طلب رئيس الوزراء آنذاك ديفيد بن جوريون خلال فترة التقشف في إسرائيل. ويطلق عليه أحيانًا اسم «أرز بن جوريون» أو الكسكس اللؤلؤي.
اعترض جوزيف مسعد على مصطلح الكسكس الإسرائيلي ووصفه بأنه مثال على كيف أصبح الطعام في الشرق الأوسط «هدفًا للغزو الاستعماري»، لكن صحيفة هآرتس وصفت الطبق بأنه أحد الأطعمة القليلة في المطبخ الإسرائيلي التي لم يتم دمجها من مطابخ أخرى، ووصفه وبامبا بأنه «المساهمة الطهوية الفريدة الوحيدة التي قدمتها إسرائيل للعالم».
وفقًا لأوتولينغي وتميمي، فإن شعبية الكسكس الإسرائيلي في الدول الغربية، بما في ذلك معاملته كمكون عصري، تسببت في بعض الاستياء بين الفلسطينيين، الذين لا يختلف مفتولهم كثيرًا عن البتتيم، وبين اللبنانيين، الذين تشبه مغربيتهم، أو الكسكس اللبناني، البتتيم وأكبر منه بقليل. تؤكد مغربية بوضوح أصلها ومصدر إلهامها من خلال اسمها، بينما يدعي النقاد أن «الكسكس الإسرائيلي».(ص.249)

## التوصيف كتخصيص
بمرور الوقت، اعتبر العديد من الفلسطينيين وغيرهم من العرب أن احتضان إسرائيل للأطعمة التقليدية في مطبخ الشرق الأوسط، وخاصة تلك التي تنتمي إلى الثقافة العربية، بمثابة استيلاء ثقافي. يزعم قسيس أن مفهوم المطبخ الإسرائيلي الذي يتضمن الأطعمة الفلسطينية التقليدية دون الاعتراف بأصول الأطعمة هو محاولة «لمحو تاريخ الفلسطينيين ووجودهم».
وكتب كاسيس أن كتب الطبخ الإسرائيلية وقوائم المطاعم عادة ما تسمي وتنسب أطباقًا تأتي من أو مستوحاة من مطابخ عربية وشرق أوسطية أخرى – مثل الإشارة إلى الشوج باسم «الشوج اليمني» أو «السابخ (طعام يهودي)» كـ«السابخ العراقي» – ولكن عادةً ليس في حالة المطبخ الفلسطيني، لأن الهوية الفلسطينية هي الوحيدة التي «يعتبرها العديد من الإسرائيليين تهديدًا لوجودهم» بسبب الصراع الإسرائيلي الفلسطيني. جادلت بأن «الطعام للفلسطينيين يصبح وسيلة لاستعادة بلدنا، إن لم يكن جغرافيًا، فعلى الأقل نفسيًا وعاطفيًا»، مضيفة «لهذا السبب يُنظر إلى الإشارة إلى الأطباق التقليدية التي تم تبنيها من الفلسطينيين على أنها إسرائيلية دون النظر إلى أصلها على أنها إضافة إهانة للإصابة: أولاً الأرض، والآن الطعام والثقافة؟»
وقد تبنت إسرائيل على وجه الخصوص طبقين، الفلافل والحمص، باعتبارهما علامتين للهوية الوطنية.(ص.24-25) وبحسب رافيف، فإن «الصراع السياسي هو جزء لا مفر منه من مناقشة التاريخ الصهيوني، حتى الطعام»..(ص.1) يتم تقديم كلا الطبقين عادة في التجمعات الاجتماعية اليهودية خارج إسرائيل.(ص.24)
خلال مقابلة مع بي بي سي عام 2008 في مطعم أبو شكري الفلسطيني القدس، قال الكاتب الإسرائيلي جيل هوفاف لنظيره البريطاني ستيفان جيتس، الذي سأله إن كان الحمص أصلاً يهوديًا أم عربيًا: «الحمص عربي. الفلافل، طبقنا الوطني، طبقنا الوطني الإسرائيلي، عربي تمامًا، وهذه السلطة التي نسميها سلطة إسرائيلية، هي في الواقع سلطة عربية، سلطة فلسطينية. لذا، سلبنا منهم كل شيء». وأضاف أنه خلال الانتفاضة الثانية، «كان اليهود يخاطرون بحياتهم، ويتسللون إلى الحي الإسلامي لمجرد الحصول على حمص أصيل وجيد حقًا (من المطاعم العربية)».

## للقراءة الإضافية
- Nath, Debasmita (1 Sep 2024). "Cooking up Conflict: A Gastronationalist Reading of the Israel-Palestine War". NIICE NEPAL (بالإنجليزية الأمريكية). Archived from the original on 2025-04-18. Retrieved 2025-03-01.